# Montante

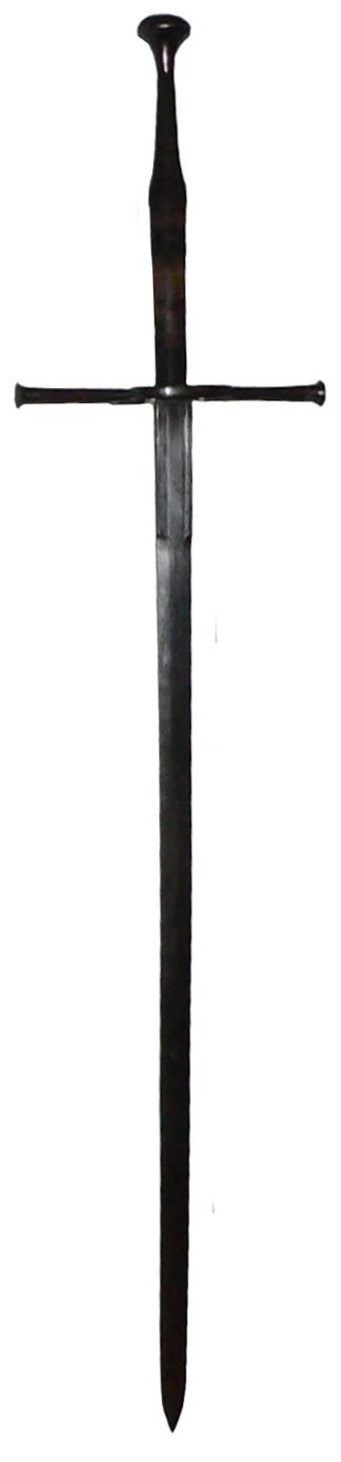
Montante suiza de los siglos y.

El montante es una espada ancha de gavilanes muy largos, que manejan los maestros de armas con ambas manos para separar las batallas en la esgrima. Tomóse su forma y nombre de las espadas antiguas, que se blandían a dos manos.
Conforme al Viaje del Parnaso de Miguel de Cervantes, los montantes eran espadas largas que se usaban con las dos manos.

## Sobre las diferencias entre montante, mandoble y espadón
Una de las dudas no salvadas por los especialistas de forma categórica es la diferenciación de las voces que se refieren a las grandes espadas de dos manos en España. Baste por ello que en la importante obra de Gregorio Mayans, en el siglo XVIII, cite lo siguiente:

Porque una vez que distingamos las principales especies de espada, como espadín, alfange, estoque, cimitarra, montante y pocas más, ¿de qué sirve mayor número, pudiéndose explicar las otras diferencias por adjetivos, cuyo significado sabe qualquiera? Yo comparo esta abundancia a la de los sinónimos que, dado que los haya rigurosamente tales, sólo sirven para la variedad y armonía del decir, y aumentan el número de las voces, pero no de los vocablos. Y concediendo que la lengua arábiga sea la más copiosa de quantas hay, la española, que tanto ha tomado de ella, por fuerza ha de ser muy abundante.

Por ello, los términos modernos como mandoble –que etimológicamente no aparece hasta 1569, y para referirse a un tipo de ataque, hecho de revés y dos manos– no siempre se refieren a un tipo o clasificación concreta y/o correcta. Por lo tanto, montante, mandoble y espadón pueden y eran empleados para cualquier espada a dos manos, pero estos últimos se comenzaron a usar en el siglo XIX y siglo XX. Pero, además de que montante fue el primer vocablo directo para referirse a esas armas de doble filo, largas y a dos manos de esa época, la propia definición de «espadón» del primer Diccionario de Autoridades decía: «Espada muy grande que corresponde al montante».
Dentro de la comunidad de estudiosos y practicantes de la esgrima histórica, especialmente de la comunidad angloparlante (donde la disciplina se conoce como H.E.M.A. : Historical European Martial Arts, es decir Artes Marciales Europeas Históricas), el término montante es usado a la par de Greatsword o Two-handed Sword en inglés (el primer término esta cayendo en desuso por referirse a otro tipo de espada históricamente anterior al montante), Zweihander/ Schlachtschwerter en alemán ( [espada] de a dos manos/ espada de batalla, curiosamente el uso del primer término está siendo muy favorecido por los angloparlantes encima de los de su propia lengua), y Spadone en italiano (de similar raíz lingüística al término espadón, términos probablemente relacionados) para referirse a este tipo de espada de a dos manos de grandes dimensiones, superiores a las que se conoce como espadas largas o de mano y media. Dadas sus características físicas y morfológicas, el montante se usaba de manera distinta a las llamadas espadas largas, si bien se podían aplicar varios principios del uso de la segunda arma, tal es así que en el mundo ibérico maestros portugueses como Domingo Luis Godinho o  Diogo Gomes de Figueyredo (este último dedicando un manual completo solo al montante), o españoles como Pablo de Paredes ( escritas en las memorias del belga Jehan L'Hermite) y otros anónimos que escribieron reglas para el montante (manuscritos "Sobre el arte de la esgrima (MS II/1579(2))" y "Las reglas del montante (CCPB000152417-8)" ), amén de maestros italianos (quienes en su caso se referían al arma como Spadone, aunque cabe aclarar que la versión italiana del arma podía ser de dimensiones un poco menores al del montante ibérico) que también escribieron técnicas exclusivas este tipo de arma, entre ellos Achille Marozzo, Giacomo di Grassi y Francesco Fernando Alfieri. Queda pues patente que esta arma, si bien también se usaba a dos manos, era distinta en su uso y manipulación a la llamada espada larga o de mano y media y requería sus propias reglas y técnicas distintas a las de estas últimas, aunque guardando ciertos principios esgrimísticos similares. Finalmente puede considerarse que el montante es simplemente la variante ibérica de un arma en boga desde fines del siglo XV, una espada de a dos manos de grandes dimensiones usada tanto en el campo de batalla como en el civil (arma de guardaespaldas, contención de disturbios) cuyas características la diferencian tanto en sus proporciones como en su uso respecto a la espada larga o de mano y media, de la cual es a la vez evolución y variante.

## Cronología etimológica de las armas a dos manos en España
Cronológicamente, los términos a los que nos referimos vendrían de la siguiente guisa:
(Fuente: Corpus del Español)
- Montante - Término de uso generalizado en los siglos XVI, XVII y XIX. Aparece en textos escritos a partir del siglo XIV. Aparece cinco veces más que mandoble y seis que espadón en el corpus del español.

- Mandoble - Término de uso generalizado en el siglo XIX. Aparece en el siglo XVI, pero como tipo de ataque de cualquier arma de tajo. Hasta 1860 no es nada fácil encontrar referencias a mandoble como espada. A partir del siglo XX (1956) se reconoce en el diccionario como familia de la voz "espada" para referirse "coloquialmente" a una espada grande.

- Espadón - Término de uso generalizado en el siglo XIX. Aparece en el siglo XVII, pero como sinónimo de castrado u hombre de alta jerarquía. Al ser aumentativo de espada, también era una forma coloquial de llamar a los montantes de una forma más hiperbólica, además de que el uso de "montante" requería mayor conocimiento de la lengua.

## Morfología
Los montantes son espadas con hojas que no necesariamente excedían siempre del metro y que como máximo llegarían a unos 120-140 cm, rectas de doble filo para uso solo cortante –en su inicio–, y cuya empuñadura, habilitada para ambas manos podía sobrepasar fácilmente el tercio de la longitud de la hoja para la buena esgrima a dos manos. Sus gavilanes (los "brazos" metálicos de la cruz que sobresalen del ancho de la hoja) totalmente rectos y perpendiculares a la hoja serían los más comunes de ver en sus primeros diseños, pasando a curvarse hacia el filo a medida que ganaban longitud total llegado el Renacimiento. El pomo, grande y pesado, servía junto a la empuñadura para contrapesar y dar mejor equilibrio al arma. Normalmente estas armas solían pesar menos de 2 kg, y al emplearse a dos manos eran muy ágiles. Véase este párrafo del siglo XVI:

... suele jugar por gran destreza el liviano [montante] un buen maestro, hiriendo con extraña ligereza delante, atrás, a diestro y a siniestro, con más desenvoltura y más presteza...